# Equipe tailandesa na Copa Davis
A equipe tailandesa na Copa Davis representa a Tailândia na Copa Davis, principal competição de tênis masculina por equipes do mundo. É administrada pela Lawn Tennis Association of Thailand.